# Jindřich Bišický

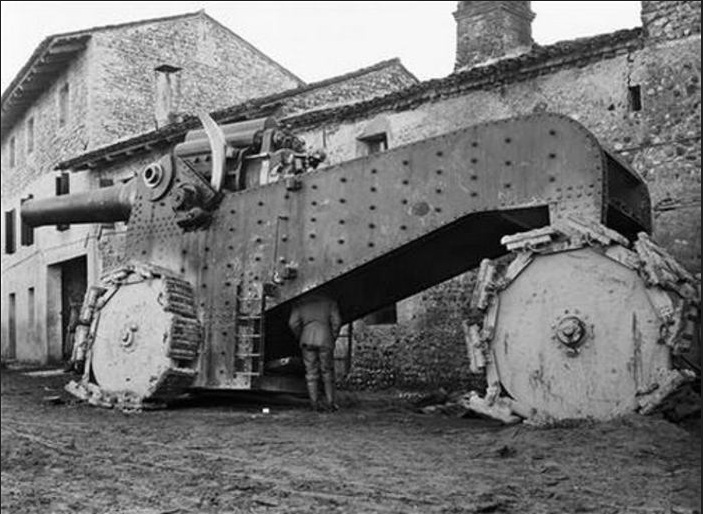
Ein Foto von Bišický: eine italienische Obice da 305/17 modello 16 Haubitze.

Jindřich Bišický (* 11. Februar 1889 in Kralup an der Moldau; † 30. September 1949 in Velvary) war ein österreichischer Kriegsreporter im Ersten Weltkrieg. Bišický war im Krieg Leutnant und Regimentsfotograf des k.u.k. Infanterieregiments „Friedrich von Beck-Rzikowsky“ Nr. 47. In dieser Tätigkeit erstellte er hunderte von Fotos. Bišický war für viele Jahre völlig vergessen, durch Zufall wurden seine Bilder vor einigen Jahren wieder neuentdeckt. Ein Großteil seiner Fotografien wurde mit ICA-Ideal Kameras erstellt.

## Veröffentlichungen
- Ludwig von Vogelsang: Das steierische Infanterieregiment Nr. 47 im Weltkrieg, Leykam-Verlag, Graz, 1932. Das Buch enthält 200 Fotografien von Jindřich Bišický.